# Курыксарка
Курыксарка — река в России, протекает в Пермском крае. Устье реки находится в 304 км по левому берегу реки Вишера. Длина реки составляет 11 км.

## Описание
Протекает через северную часть Красновишерского района Пермского края. Исток реки на склонах хребта Курыксар (Северный Урал) в 33 км к северо-востоку от посёлка Велс. Река течёт главным образом в южном направлении, всё течение проходит по ненаселённой местности, среди холмов, покрытых елово-пихтовой тайгой. Течение — быстрое, характер течения — горный.

## Данные водного реестра
По данным государственного водного реестра России относится к Камскому бассейновому округу, водохозяйственный участок реки — Кама от водомерного поста у села Бондюг до города Березники, речной подбассейн реки — бассейны притоков Камы до впадения Белой. Речной бассейн реки — Кама.
По данным геоинформационной системы водохозяйственного районирования территории РФ, подготовленной Федеральным агентством водных ресурсов:
- Код водного объекта в государственном водном реестре — 10010100212111100004259
- Код по гидрологической изученности (ГИ) — 111100425
- Код бассейна — 10.01.01.002
- Номер тома по ГИ — 11
- Выпуск по ГИ — 1